# Elisa Meerti
Elisa Meerti, geboren als Jeanne Isabelle Elisa Meert, (Antwerpen, 8 november 1815 - Brussel, 6 november 1878) was een Belgisch zangeres. Ze werd ingeschakeld als mezzosopraan, alt en contra-alt.
Ze werd geboren binnen het gezin van transporteur Jean Joseph Meert en Marie Thérèse Pauline Van Assche. Ze verbleef enige jaren in Leipzig bij het Gewandhausorchester en zong in die hoedanigheid werken van Felix Mendelssohn Bartholdy. Hij schreef Auf Wiedersehn voor haar voor haar afscheidsconcert in Leipzig. Ze gaf gedurende de jaren 40 een behoorlijk aantal concerten in Nederland, waaronder een aantal in Felix Meritis. In 1841 was ze te horen in een concert in de Stadsgehoorzaal Leiden, met medewerking van klarinettisten Johann Philipp Faubel en Carel Julius Becht en in het Haagse Diligentia. In 1843 huwde ze klarinettist Joseph Blaes. Ze ondernam als Elisa Blaes-Meerti tournees met haar man en gaf concerten in steden van Londen tot Sint-Petersburg, waar haar man even werkzaam was. In 1866 trok ze zich van de podia terug en concentreerde zich op lesgeven.